# Pirttijärvi (sjö i Finland, Norra Karelen)
Pirttijärvi är en sjö i Finland. Den ligger i kommunen Ilomants i landskapet Norra Karelen, i den östra delen av landet, 400 km nordost om huvudstaden Helsingfors. Pirttijärvi ligger 150,3 meter över havet. Den är 6,5 meter djup. Arean är 2,48 kvadratkilometer och strandlinjen är 15,45 kilometer lång. Sjön  ingår i Vuoksens huvudavrinningsområde.   I omgivningarna runt Pirttijärvi växer i huvudsak barrskog.
I övrigt finns följande i Pirttijärvi:
- Larisensaari (en ö)
- Sikosaari (en ö)
- Koirasaari (en ö)